# Vimy Ridge
Vimy Ridge är en ås i Kanada.   Den ligger i provinsen British Columbia, i den centrala delen av landet, 3 300 km väster om huvudstaden Ottawa. Vimy Ridge ingår i Cariboo Mountains.
Trakten runt Vimy Ridge består i huvudsak av gräsmarker. Trakten runt Vimy Ridge är nära nog obefolkad, med mindre än två invånare per kvadratkilometer.